# Diễn Kỷ
Diễn Kỷ là một xã thuộc huyện Diễn Châu, tỉnh Nghệ An, Việt Nam.
Xã có diện tích 6,33 km², dân số năm 1999 là 9.295 người, mật độ dân số đạt 1.468 người/km².
Từ xa xưa trên địa bàn xã này có tuyến kênh Nhà Lê nối từ  kinh đô Hoa Lư đến Đèo Ngang đi qua, là tuyến đường thủy đầu tiên trong lịch sử Việt Nam và được coi là tuyến đường Hồ Chí Minh trên sông vì những đóng góp cho các cuộc chiến tranh của người Việt (hiện là một đoạn của sông Bùng theo tên gọi địa phương).

## Địa Lý
Địa lý Xã Diễn Kỷ:
Phía đông giáp : Xã Diễn Vạn và Diễn Bích
Phía Bắc Giáp : Xã Diễn Hồng
Phía Tây Giáp: Xã Diễn Xuân và  Diễn Tháp
Phía Nam Giáp : Xã Diễn Hoa

## Doanh Nhân
- Dòng họ Ngô - Lý Trai là dòng họ khoa bảng nổi tiếng với 4 đời đỗ 5 tiến sĩ liên tục. Đến nay Dòng họ vẫn giữ vững danh xưng dòng họ hiếu học, thể hiện bằng thành tích của cháu con trong các kỳ thi học sinh giỏi các cấp, tỷ lệ đỗ tốt nghiệp, đỗ đại học và thành đạt trong nhiều lĩnh vực của cuộc sống, được kỷ lục thế giới công nhận dòng họ có 5 đời đỗ tiến sĩ[1][3].
- Danh Nhân họ ngô :
- Ngô Trí Hòa tiến sĩ
- Ngô Quang Xuân[4] chủ tịch hội đồng Bảo an liên hợp quốc.
- Ngô Phương Lan Hoa hậu người đẹp Thế giới.
- Tiến sĩ Ngô Hữu Hải Tổng Giám đốc Công ty Điều hành dầu khí Biển Đông POC.

## Khu Đô Thị
- Khu Đô Thị TNR Diễn Châu[5] khu đô thị đẳng cấp quốc tế nơi hội tụ tinh hoa đất trời nơi an cư lạc nghiệp của mọi người...vv

Vị Trí Khu Đô Thị TNR Diễn Châu
Video Khu Đô Thị TNR Diễn Châu

## Du Lịch Và Di Tích Lịch Sử
- Đền Thờ Họ Ngô Lý Trai là khu Du lịch văn hóa được nhà nước công nhận là di tích lịch sử quốc gia[1]...vv

## Khu công nghiệp
- Diễn kỹ nằm trong khu công nghiệp tháp hồng kỷ khu công nghiệp lớn của huyện diễn châu...vv